# Borsučinky
Borsučinky (958 m) – szczyt w Górach Lewockich we wschodniej Słowacji. Znajduje się na północnym krańcu tych gór, na granicy miejscowości Kołaczków (Kolačkov) i Nowa Lubowla. Grzbiet  Borsučinek oddziela doliny dwóch potoków; po zachodniej stronie jest to potok  Siglianka, po wschodniej Šmidovský potok. Północno-zachodni grzbiet Borsučinek kończy się wzniesieniem Hŕboka, stoki północno-wschodnie opadają na równinę Jakubianska brázda w Nowej Lubowli.
Borsučinky są porośnięte lasem i nie prowadzą przez nie żadne szlaki turystyczne.

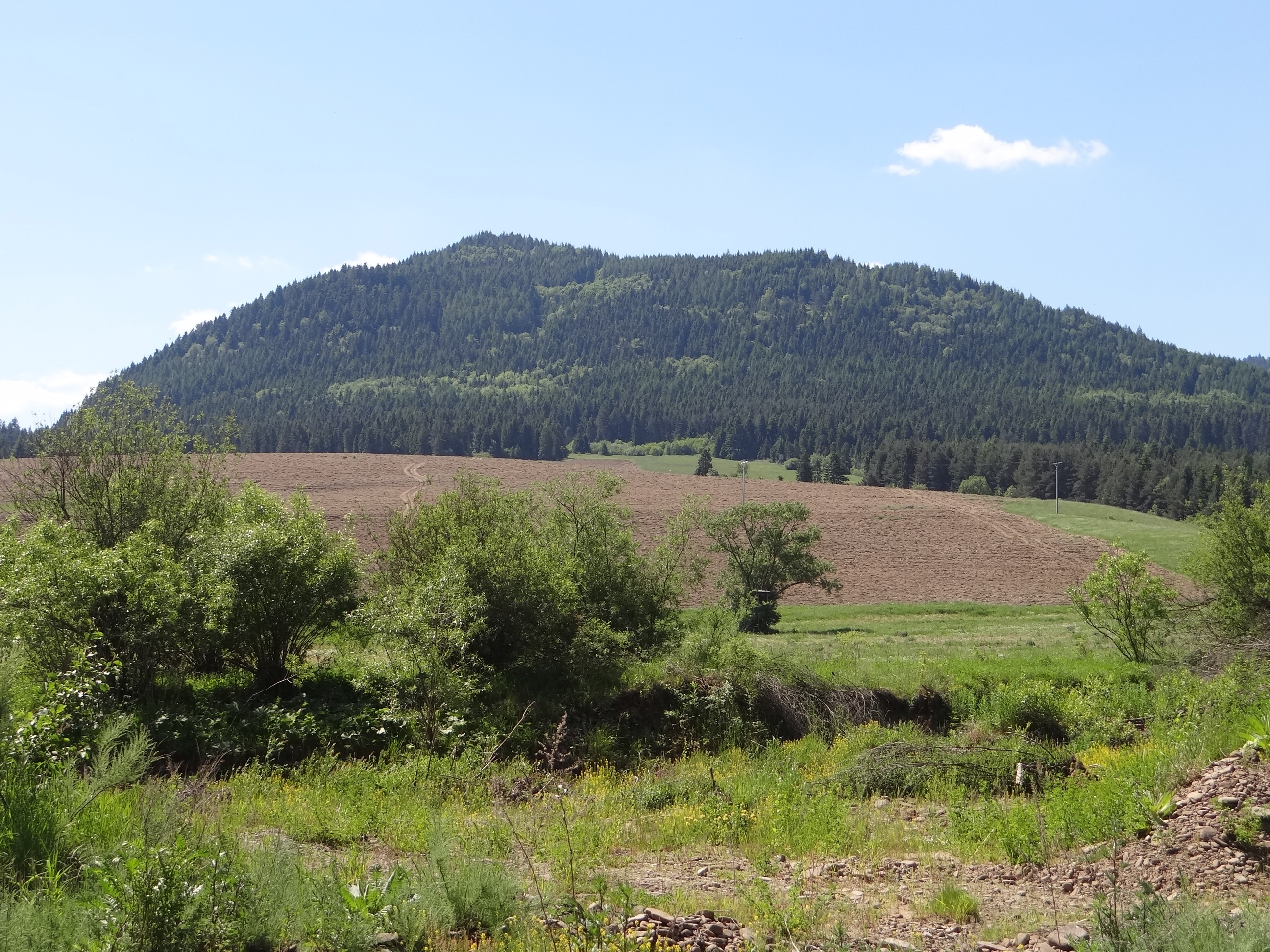